# Liparis nervosa
Espèce
Synonymes
- Cymbidium bituberculatum Hook.[1]
- Cymbidium nervosum (Thunb.) Sw.[1]
- Diteilis elata (Lindl.) M.A.Clem. & D.L.Jones[1]
- Diteilis nepalensis Raf.[1]
- Epidendrum nervosum (Thunb.) Thunb.[1]
- Iebine nervosa (Thunb.) Raf.[1]
- Leptorchis bituberculata (Lindl.) Kuntze[1]
- Leptorchis eggersii (Rchb. f.) Kuntze[1]
- Leptorchis guineensis (Lindl.) Kuntze[1]
- Leptorchis kappleri (Rchb. f.) Kuntze[1]
- Leptorchis macrocarpa (Hook. f.) Kuntze[1]
- Leptorchis nervosa (Lindl.) Kuntze[1]
- Leptorchis odontostoma (Rchb. f.) Kuntze[1]
- Leptorkis bituberculata (Hook.) Kuntze[1]
- Leptorkis eggersii (Rchb.f.) Kuntze[1]
- Leptorkis guineensis (Lindl.) Kuntze[1]
- Leptorkis kappleri (Rchb.f.) Kuntze[1]
- Leptorkis macrocarpa (Hook.f.) Kuntze[1]
- Leptorkis nervosa (Thunb.) Kuntze[1]
- Leptorkis odontostoma (Rchb.f.) Kuntze[1]
- Liparis bambusifolia Makino[1]
- Liparis cornicaulis Makino[1]
- Liparis eggersii Rchb.f.[1]
- Liparis guineensis Lindl.[1]
- Liparis hachijoensis Nakai[1]
- Liparis inundata (Barb.Rodr.) Cogn.[1]
- Liparis kappleri (Rchb.f.) Rchb.f.[1]
- Liparis macrocarpa Hook.f.[1]
- Liparis nervosa f. aureovariegata K.Nakaj.[1]
- Liparis odontostoma Rchb.f.[1]
- Liparis rufina (Ridl.) Rchb.f. ex Rolfe[1]
- Liparis violaceonervosa Guillaumin[1]
- Malaxis nervosa (Thunb.) Sw.[1]
- Ophrys nervosa Thunb.[1] [2]
- Sturmia bituberculata (Hook.) Rchb.f.[1]
- Sturmia kappleri Rchb.f.[1]
- Sturmia nervosa (Thunb.) Rchb.f.[1]

Liparis nervosa est une espèce de plantes à fleurs de la famille des Orchidaceae (les Orchidées) et du genre Liparis, présente dans de nombreux pays d'Afrique tropicale.

## Liste des variétés et sous-espèces
Selon Catalogue of Life (23 décembre 2018) :
- Liparis nervosa subsp. granitica Carnevali & I.Ramírez
- Liparis nervosa subsp. nervosa
- Liparis nervosa var. khasiana (Hook.f.) P.K.Sarkar

Selon Tropicos (23 décembre 2018) (Attention liste brute contenant possiblement des synonymes) :
- Liparis nervosa subsp. granitica Carnevali & I. Ramírez
- Liparis nervosa subsp. nervosa
- Liparis nervosa var. formosana (Rchb. f.) Hiroë
- Liparis nervosa var. khasiana (Hook. f.) P.K. Sarkar